# ГЕС Макагуа
ГЕС Макагуа — гідроелектростанція у Венесуелі. Знаходячись після ГЕС Каруачі, становить нижній ступінь каскаду на річці Кароні, правій притоці однієї з найбільших річок світу Ориноко.
На початку 1960-х років на Кароні запрацював перший машинний зал майбутнього комплексу Макагуа. Його розташували у правобережній частині долини річки під бетонною гравітаційною греблею висотою 26 метрів та довжиною 486 метрів. Крім того, для захоплення води знадобились земляні дамби загальною протяжністю близько 2 км. Через облаштований у греблі водозабір та шість напірних водоводів зі спадаючим діаметром від 7,5 до 6,5 метра ресурс подавався на шість турбін типу Френсіс потужністю по 64 МВт, які використовували напір у 46 метрів.
У другій половині 1990-х станцію Макагуа перетворили на потужний гідрокомплекс. Для цього долину річки перекрили кількома спорудами — бетонною гравітаційною висотою від фундаменту 72 метри та довжиною 660 метрів, а також трьома кам'яно-накидними з бетонним облицюванням загальною довжиною 2806 метрів при максимальній висоті до 20 метрів та ширині по гребеню 8 метрів. Між двома насипними ділянками також розташовується ще одна бетонна споруда — водопропускна секція із дванадцятьма шлюзами довжиною 322 метри. Разом вони утримують водосховище з площею поверхні 47,4 км2 та об'ємом 363 млн м3 (корисний об'єм 40 млн м3), у якому припустиме коливання рівня в операційному режимі між позначками 52 та 53,7 метра НРМ (під час повені до 54,5 метра НРМ). Під головною бетонною секцією греблі розташували машинний зал, до якого ресурс подається через водоводи з діаметром 9,6 метра. Вони живлять дванадцять турбін другої черги типу Френсіс потужністю по 216 МВт, які використовують напір у 46 метрів. Крім того, одночасно з другою ввели в експлуатацію так звану третю чергу, котра має дві турбіни типу Каплан потужністю по 88 МВт, котрі розраховані на напір у 23 метри.
За рік гідрокомплекс забезпечує виробництво 13,2 млрд кВт·год електроенергії.
Видача продукції відбувається по ЛЕП, розрахованим на роботу під напругою 400 кВ та 115 кВ.